# Srednja vas, Semič
Srednja vas este o localitate din comuna Semič, Slovenia, cu o populație de 57 de locuitori.